# Aram Shah
Aram Shah war der zweite und nur ca. ein Jahr regierende Sultan der im 13. Jahrhundert über das Sultanat von Delhi herrschenden Sklavendynastie.

## Biografie
Über das Leben und die Position Aram Shahs bei Hofe besteht weithin Unklarheit – einige halten ihn für den Sohn, andere für den Bruder Qutb-ud-Din Aibaks (reg. 1206–1210). Minhaj-i-Seraij, der wichtigste Chronist des 13. Jahrhunderts, erklärt dagegen klar, dass Aibak nur drei Töchter hatte, und nur Abu 'l-Fazl macht ihn ca. dreihundert Jahre später zu Aibaks Bruder. Moderne Forscher sprechen ihm zumeist jedes verwandtschaftliche Verhältnis zu Aibak ab.
Nach dem Tod Qutb-ud-Din Aibaks wählten ihn die Noblen des Reiches im Jahr 1210 in Lahore zu seinem Nachfolger, doch erwies er sich als schwach; so zog Shams-ud-din Iltutmish, der damalige Statthalter von Badaun, an der Spitze eines Heeres nach Delhi, wo er Aram Shah im Jahr 1211 besiegen konnte. Das weitere Schicksal Aram Shahs liegt im Dunkeln.